# ケンタッキー (BB-6)
| Uss-kentucky BB-6 | |
| 艦歴              | |
| 発注:             | 1895年3月2日                                                                                            |
| 起工:             | 1896年6月30日                                                                                           |
| 進水:             | 1898年3月24日                                                                                           |
| 就役:             | 1900年5月16日                                                                                           |
| 退役:             | 1920年5月29日                                                                                           |
| その後:           | スクラップとして1924年売却                                                                              |
| 性能諸元          | |
| 排水量:           | 11,520 トン                                                                                             |
| 全長:             | 375.3 ft（114.4 m）                                                                                     |
| 全幅:             | 72.2 ft（22.0 m）                                                                                       |
| 吃水:             | 37 ft（11.3 m）                                                                                         |
| 機関:             | |
| 最大速:           | 16.9 ノット（31.3 km/h）                                                                                |
| 航続距離:         | |
| 乗員:             | 士官、兵員554名                                                                                         |
| 兵装:             | 13インチ砲4門 8インチ砲4門 5インチ砲14門 6ポンド砲20門 1ポンド砲8門 30口径機銃4門 18インチ魚雷発射管4門 |
| 搭載機:           | |
| モットー:         | |

ケンタッキー（USS Kentucky, BB-6）は、アメリカ海軍の戦艦。キアサージ級戦艦の2番艦。艦名はケンタッキー州にちなむ。

## 艦歴
ケンタッキーは1896年6月30日にバージニア州ニューポート・ニューズのニューポート・ニューズ造船所で起工し、1898年3月24日にクリスティーン・ブラッドリー（ケンタッキー州知事ウィリアム・ブラッドリーの娘）によって命名、進水、1900年5月16日に初代艦長コルビー・M・チェスター大佐の指揮下就役した。
夏の間のニューヨーク海軍工廠での整調後に、ケンタッキーは1900年10月26日にジブラルタルとスエズ運河経由で極東へ出航した。1901年2月にマニラで他の艦と合流し、6日後に香港へ出航、3月23日にルイス・ケンプ少将指揮下の南方艦隊旗艦に任命された。翌年までケンタッキーは艦隊と共に極東巡航を行い、煙台、大沽、南京、Woosung、香港、廈門、長崎、神戸、横浜といった中国や日本の港を訪れた。
フランク・F・ワイルド少将はケンタッキーを旗艦として選択し、1902年3月1日にケンプ少将と交代して座乗した。しかしワイルド少将はレインボー（USS Rainbow）に旗艦を変更し、大西洋艦隊司令官のロブリー・D・エヴァンズ少将が11月4日に横浜でケンタッキーを旗艦として選び、極東におけるアメリカ海軍の作戦活動を指揮した。1904年3月13日にマニラから母港に向けて出航し、スエズ運河とジブラルタル海峡を通過し、5月23日にニューヨークに到着した。
ケンタッキーは10月26日にニューヨーク海軍造船所でのオーバーホールを完了し、その後は大西洋岸で戦術艦隊演習を北大西洋艦隊と共に翌年まで行った。1905年の秋にはメリーランド州アナポリスおよびニューヨークでイギリス艦隊の歓迎に参加し、続いて東部海岸沿いの巡航を行った。キューバで暴動が発生すると1906年9月23日にプロヴィンスタウンでメイン（USS Maine, BB-10）、ミズーリ（USS Missouri, BB-11）と共に海兵隊部隊を乗艦させ、10月1日にアメリカ合衆国の権益および財産を保護するため部隊をハバナに上陸させた。ケンタッキーは地上部隊支援のため10月9日までキューバ水域に留まり、その後は北大西洋で戦術、戦闘訓練を再開した。
1907年4月15日にジェームズタウン博覧会に参加するためバージニア州ノーフォークを訪れ、続いてニューイングランド沖で訓練を行った後、ハンプトン・ローズで「グレート・ホワイト・フリート」に加わる。ケンタッキーに以前座乗したエヴァンズ少将が指揮官となり、艦隊は1907年12月16日に世界巡航に出航した。ケンタッキーは第2戦隊の一艦としてセオドア・ルーズベルト大統領の観閲を受けた。トリニダードとリオデジャネイロの訪問後、マゼラン海峡を通過しチリのプンタ・アレーナスとバルパライソを訪れ、ペルーのカヤオ湾て停泊した後メキシコのマグダレーナ湾で一ヶ月間砲撃訓練を行う。艦隊は1908年4月14日にカリフォルニア州サンディエゴに到着し、5月7日にサンフランシスコへ移動した。そのちょうど2か月後、ケンタッキーはゴールデンゲート海峡を通過、配属替えとなりホノルルに向けて出航した。その後ハワイからニュージーランドに向かい、8月8日にオークランドに到着する。艦隊は8月20日にオーストラリアのシドニーに到着し、一週間後にメルボルンへ出航した。
その後9月10日にオールバニーを出航し、フィリピン、日本、中国、セイロン島の港を訪れた後スエズ運河を通過した。1909年1月8日にポートサイドを出港し、第4分隊と共にトリポリ、アルジェを訪れた後ジブラルタルで編成替えが行われた。2月6日に帰路につき、ハンプトン・ローズに2月22日に到着、再びルーズベルト大統領の観閲を受ける。
ケンタッキーはフィラデルフィア海軍造船所で修理完了後、1909年8月28日にノーフォークで退役したが、1912年6月4日に第2予備役艦隊入りしニューヨークに向かい、その後フィラデルフィア海軍造船所で1913年5月31日に再就役のための作業に入った。
1915年6月23日にフィラデルフィアで再就役し、7月3日にニューヨーク市民兵を訓練するためロングアイランドからニューイングランド水域、チェサピーク湾への巡航を行った。8月31日に市民兵の訓練はフィラデルフィアで完了し、9月11日に政情不安のメキシコへアメリカ合衆国の権益を保護するため出航した。1915年9月28日にベラクルスに到着し、1916年3月にはルイジアナ州ニューオーリンズでニューオーリンズ・マルディグラに参加したが、その後は1916年6月2日までメキシコ水域で巡航を続けた。
ケンタッキーはグアンタナモ湾、サンタドミンゴ経由でフィラデルフィアへ向かい6月18日に到着した。ニューポート沖北部で同年夏は航海、戦術訓練を行い10月2日にニューヨークに到着、年末までノース・リバーに停泊した。1917年1月1日に修理のためニューヨーク海軍造船所に入り、アメリカ合衆国が第一次世界大戦に参戦するまで同所に留まる。5月2日にバージニア州ヨークタウンに到着し、訓練艦として新兵を乗艦させチェサピーク湾、大西洋岸沿い、ロングアイランド湾で訓練を行う。1918年11月11日に停戦協定が結ばれたが、ケンタッキーは15番目の新兵グループを訓練中であり、それまでに数千名の兵を訓練し送り出していた。
12月20日にはオーバーホールのためボストン海軍工廠に入った。1919年3月18日にグアンタナモ湾から回復訓練のために航海し、その後ノーフォークからニューイングランド水域で艦隊演習に参加した。5月29日にメリーランド州アナポリスに到着し、海軍兵学校性を乗艦させると6月9日に夏季訓練巡航に出航しキューバ、バージン諸島、パナマ、ニューヨーク、ボストン、プロヴィンスタウンを訪れた。8月27日にアナポリスに帰還、士官候補生を下艦させると8月30日にフィラデルフィア海軍造船所入りする。ケンタッキーは1920年5月29日にフィラデルフィア海軍造船所で退役し、1924年1月23日にワシントン海軍軍縮条約に基づきペンシルベニア州ピッツバーグのドラボ建設にスクラップとして売却された。